# Alexandre Marsoin
Alexandre Marsoin (Saint-Brieuc, 25 de Março de 1989) é um piloto de corridas francês.